# Neuseeländische Cricket-Nationalmannschaft in Sri Lanka in der Saison 1984/85
Die Tour der neuseeländischen Cricket-Nationalmannschaft nach Sri Lanka in der Saison 1984/85 fand vom 3. bis zum 4. November 1984 statt. Die internationale Cricket-Tour war Bestandteil der Internationalen Cricket-Saison 1984/85 und umfasste zwei ODIs. Die Serie endete 1–1 unentschieden.

## Vorgeschichte
Für beide Mannschaften war es die erste Tour der Saison.
Das letzte Aufeinandertreffen der beiden Mannschaften bei einer Tour fand in der Saison 1983/84 in Sri Lanka statt.

## Stadien
Die folgenden Stadien wurden für die Tour als Austragungsort vorgesehen.
| Stadion                                 | Stadt    | Kapazität | Spiele |
| --------------------------------------- | -------- | --------- | ------ |
| Paikiasothy Saravanamuttu Stadium (PSS) | Colombo  | 15.000    | 1. ODI |
| De Soysa Stadium                        | Moratuwa | 16.000    | 2. ODI |

## Kaderlisten
| ODI | ODI |
| Neuseeland | Sri Lanka |
| --- | --- |
| - Stephen Boock - Chris Cairns - Ewen Chatfield - Jeremy Coney - Jeff Crowe - Martin Crowe - Bruce Edgar - Evan Gray - PE McEwan - Richard Reid - Ian Smith - Martin Snedden - Derek Stirling - John Wright | - Roy Dias - Vinothen John - Ranjan Madugalle - Chaminda Mendis - Arjuna Ranatunga - Rumesh Ratnayeke - Jayantha Silva - Sidath Wettimuny - Ashantha de Mel - Aravinda de Silva - Somachandra de Silva |

## One-Day Internationals

### Erstes ODI in Colombo
| 3. November Scorecard | Colombo (PSS) | Neuseeland 171-6 (45/45)        | – | Sri Lanka 174-6 (39.4/45) |
|                       |               | Sri lanka gewinnt mit 4 Wickets |   |                           |

### Zweites ODI in Moratuwa
| 4. November Scorecard | Moratuwa | Sri Lanka 114-9 (41/41)          | – | Neuseeland 118-3 (31.4/41) |
|                       |          | Neuseeland gewinnt mit 7 Wickets |   |                            |